# Молсон (језеро)
Молсон је језеро у северном региону, Манитобе, једне од покрајина  Канаде. Извориште је реке Хејс  која тече северним делом Манитобе од језера Молсон до насеља York Factory у заливу Хадсон.   Кроз историју она је била важна река за развој Канаде, а сада је река канадског наслеђа и најдужа река са природним током у Манитоби.

## Положај
Језеро се налази на локацији Division No. 22, Northern Region, Manitoba,седам  миља североисточно од Оровила и северостоћно од језера Винипег, 60 km (37 mi) североисточно од заједнице Норвешка кућа (енг. Norway House).
У непосредној околини језера је Аеродром Молсон Лејк (енг. Molson Lake Airport (кодних ознака TC LID: CKJ8)), са пистом дужине 1.329 m. Аеродром је лоциран 2 наутичке миље (3,7 км; 2,3 миље) северозападно од језера Молсон. Писта  је у саставу хотелског комплекса  Молсон Лејк Лоџ (енг. Molson Lake Lodge) а опслужујују је и одржавају радници компаније Norway House Cree Nationиз, из објекта на северној обали језера.

## Географија
Примарни приливи воде у језеро потиче од река Молсон и Keepeewiskawakun на југу, а примарни излив воде из језера је река Хејс на северу језера. 
Језеро је дуго 45 km (28 mi) и широко 22 km (14 mi), има површину од 400 km2 (150 sq mi) и налази се на надморској висини од 221 m (725 ft).

### Клима
| Климатски подаци за Норвешку кућу (1981–2010 нормалне и екстремне вредности до 2010) | Климатски подаци за Норвешку кућу (1981–2010 нормалне и екстремне вредности до 2010) | Климатски подаци за Норвешку кућу (1981–2010 нормалне и екстремне вредности до 2010) | Климатски подаци за Норвешку кућу (1981–2010 нормалне и екстремне вредности до 2010) | Климатски подаци за Норвешку кућу (1981–2010 нормалне и екстремне вредности до 2010) | Климатски подаци за Норвешку кућу (1981–2010 нормалне и екстремне вредности до 2010) | Климатски подаци за Норвешку кућу (1981–2010 нормалне и екстремне вредности до 2010) | Климатски подаци за Норвешку кућу (1981–2010 нормалне и екстремне вредности до 2010) | Климатски подаци за Норвешку кућу (1981–2010 нормалне и екстремне вредности до 2010) | Климатски подаци за Норвешку кућу (1981–2010 нормалне и екстремне вредности до 2010) | Климатски подаци за Норвешку кућу (1981–2010 нормалне и екстремне вредности до 2010) | Климатски подаци за Норвешку кућу (1981–2010 нормалне и екстремне вредности до 2010) | Климатски подаци за Норвешку кућу (1981–2010 нормалне и екстремне вредности до 2010) | Климатски подаци за Норвешку кућу (1981–2010 нормалне и екстремне вредности до 2010) |
| Месец                                                                                | Јан                                                                                  | феб                                                                                  | Мар                                                                                  | Апр                                                                                  | Мај                                                                                  | Јун                                                                                  | Јул                                                                                  | Авг                                                                                  | Септ                                                                                 | Окт                                                                                  | Нов                                                                                  | Дец                                                                                  | Година                                                                               |
| ------------------------------------------------------------------------------------ | ------------------------------------------------------------------------------------ | ------------------------------------------------------------------------------------ | ------------------------------------------------------------------------------------ | ------------------------------------------------------------------------------------ | ------------------------------------------------------------------------------------ | ------------------------------------------------------------------------------------ | ------------------------------------------------------------------------------------ | ------------------------------------------------------------------------------------ | ------------------------------------------------------------------------------------ | ------------------------------------------------------------------------------------ | ------------------------------------------------------------------------------------ | ------------------------------------------------------------------------------------ | ------------------------------------------------------------------------------------ |
| Највиша темп. °C                                                                     | 7.7                                                                                  | 9.0                                                                                  | 14.0                                                                                 | 25.9                                                                                 | 33.0                                                                                 | 33.8                                                                                 | 34.7                                                                                 | 32.2                                                                                 | 31.1                                                                                 | 22.9                                                                                 | 12.8                                                                                 | 5.4                                                                                  | 34.7                                                                                 |
| Најнижа температура °C                                                               | −16.1                                                                                | −11.4                                                                                | −3.8                                                                                 | 5.9                                                                                  | 14.1                                                                                 | 20.1                                                                                 | 23.3                                                                                 | 22.0                                                                                 | 14.8                                                                                 | 6.0                                                                                  | −4.7                                                                                 | −13.2                                                                                | 4.7                                                                                  |
| Средња дневна тем.°C                                                                 | −21.5                                                                                | −17.6                                                                                | −10.3                                                                                | −0.2                                                                                 | 7.9                                                                                  | 14.1                                                                                 | 17.6                                                                                 | 16.5                                                                                 | 9.7                                                                                  | 2.0                                                                                  | −8.8                                                                                 | −18.2                                                                                | −0.7                                                                                 |
| Просечна најнижа темп. °C                                                            | −26.9                                                                                | −23.7                                                                                | −16.9                                                                                | −6.2                                                                                 | 1.7                                                                                  | 8.1                                                                                  | 11.9                                                                                 | 10.9                                                                                 | 4.7                                                                                  | −2.1                                                                                 | −12.9                                                                                | −23.2                                                                                | −6.2                                                                                 |
| Екстремне темп. °C                                                                   | −49.4                                                                                | −45.6                                                                                | −41.5                                                                                | −32.7                                                                                | −12.0                                                                                | −2.0                                                                                 | 1.8                                                                                  | −1.4                                                                                 | −7.0                                                                                 | −22.8                                                                                | −35.9                                                                                | −45.0                                                                                | −49.4                                                                                |
| Просечна количина падавина mm                                                        | 17.6                                                                                 | 16.7                                                                                 | 20.3                                                                                 | 20.9                                                                                 | 41                                                                                   | 63.8                                                                                 | 77.5                                                                                 | 73.3                                                                                 | 51.5                                                                                 | 39.5                                                                                 | 25                                                                                   | 22.9                                                                                 | 469.9                                                                                |
| Просечна количина снежних падавина cm                                                | 26.5                                                                                 | 28.7                                                                                 | 26.5                                                                                 | 17.8                                                                                 | 5.9                                                                                  | 0.1                                                                                  | 0.0                                                                                  | 0.0                                                                                  | 1.5                                                                                  | 21.4                                                                                 | 33.1                                                                                 | 33.6                                                                                 | 195.1                                                                                |
| Просечна количина падавина                                                           | 14.5                                                                                 | 12.2                                                                                 | 10.9                                                                                 | 8.1                                                                                  | 11.0                                                                                 | 12.0                                                                                 | 13.4                                                                                 | 12.8                                                                                 | 12.6                                                                                 | 13.3                                                                                 | 14.5                                                                                 | 14.2                                                                                 | 149.5                                                                                |
| Извор: Environment Canada                                                            |                                                                                      |                                                                                      |                                                                                      |                                                                                      |                                                                                      |                                                                                      |                                                                                      |                                                                                      |                                                                                      |                                                                                      |                                                                                      |                                                                                      |                                                                                      |

## Риболов
Језеро је популарна риболовачка дестинација у Манитоби јер нуди много различита подручја и станишта  у мирним увалама са плиткм водом, закоровљеним подручјима у дубљем делу језера и каналима у који је станиште примерака трофејне језерске пастрмке која чека плен. Међу трофејним примерцима доминирају северна штука и језерска пастрмка.